# Lombardiskt band
Lombardiskt band är sedan 700-talet förekommande ornament, ett vanligen tvårefflat band i slingor eller flätning.
Ornamentet förekom redan i den tidigkristna konsten, upptogs dels av armenierna och dels av slaverna på Balkan, särskilt av kroaterna i Dalmatien, samt av langobarderna i norra Italien. Där blev de en integrerad del av den romanska konsten, och spreds som med den romanska stilen över Europa. Lunds domkyrka visar flera prov på Lombardiska band.